# Centaurée noirâtre
Centaurea nigrescens
Espèce
Classification phylogénétique
La centaurée noirâtre ou centaurée noircissante (Centaurea nigrescens) est une espèce de plante à fleurs de la famille des Astéracées (ou Composées).
Ce sont des plantes herbacées vivaces.